# Francis Koné
Francis Koné (Abidjan, 1990. november 22. –) elefántcsontparti származású togói válogatott labdarúgó.

## Pályafutása

### Klubcsapatokban
2013–2015 között a portugál Olhanense, 2015-ben a Honvéd, 2015 és 2017 között a cseh 1. FC Slovácko, majd 2017-től 2019-ig a Zbrojovka Brno labdarúgója volt. 2020-tól Malajziába igazolt, ahol négy csapatban is játszott.

### A válogatottban
2013-ban két alkalommal szerepelt a togói válogatottban.

## Mérkőzései a togói válogatottban
| #  | Dátum               | Ellenfél  | Eredmény | Kiírás       | Esemény |
| -- | ------------------- | --------- | -------- | ------------ | ------- |
| 1. | 2013. június 14.    | Líbia     | 0 – 2    | Vb-selejtező | 76'     |
| 2. | 2013. szeptember 8. | Kongói DK | 2 – 1    | Vb-selejtező | 79'     |